# Gare-Rue Verte (tramway de Rouen)
Gare-Rue Verte est une station du tronc commun des lignes Technopôle et Georges Braque du tramway de Rouen (localement nommé « métro »). C'est une station souterraine située rive droite de la Seine, à proximité du centre-ville de Rouen. 
Elle dessert la gare SNCF de Rouen-Rive-Droite, ce qui fait d'elle l'une des stations les plus fréquentées du réseau.
La station abrite des œuvres de Brian Coleman et Florian Lechner.

## Situation
Sur le réseau du tramway de Rouen, la station Gare-Rue Verte est établie sur la portion souterraine du tronc commun entre les stations Beauvoisine  et Palais de Justice - Gisèle Halimi.
Géographiquement, la station Gare-Rue Verte est située sur la rive droite de la Seine au nord-ouest de la ville de Rouen. Son principal accès est situé place Bernard-Tissot face à la gare SNCF de Rouen-Rive-Droite, au nord de la rue Jeanne-d'Arc et à proximité du sud de la rue Verte.

## Histoire
L'inauguration du « Métrobus » se déroule le 16 décembre 1994 sur la place Bernard-Tissot en présence de Laurent Fabius, François Gautier et Jean-Paul Proust. La mise en service de la station a lieu le lendemain 17 décembre comme l'ensemble du réseau. C'est la station la plus profonde du réseau, elle est établie à 22 mètres de profondeur.
En 2010, l'œuvre commune de Brian Coleman et Florian Lechner est restaurée,.
En 2012, les rames bleues Alsthom TFS (Tramway français standard) sont remplacées par des rames blanches Alstom Citadis série 402.

## Service des voyageurs

### Accueil
La station Gare-Rue Verte est une station souterraine disposant de trois accès par escaliers et un accès par ascenseur sur le parvis de la gare SNCF. Ses deux quais d'une longueur de 60 mètres, équipés de validateurs de titres de transport, sont accessibles aux personnes à la mobilité réduite.
La station est équipée de guichets automatiques, permettant l'achat des titres de transports.

### Desserte
La station, située sur le tronc commun du réseau, est desservie par les rames en provenance et à destination des trois terminus de la ligne, avec une première desserte à 5 h 1  (5 h 46 le dimanche) et la dernière desserte à 0 h 12 (23 h 12 le dimanche).

### Intermodalité
La station permet des correspondances immédiates avec la gare de Rouen-Rive-Droite pour les trains du réseau SNCF et plusieurs arrêts de bus permettant l'accès aux lignes T4, F2, F7, 11, 22 et Noctambus.

## Conception artistique

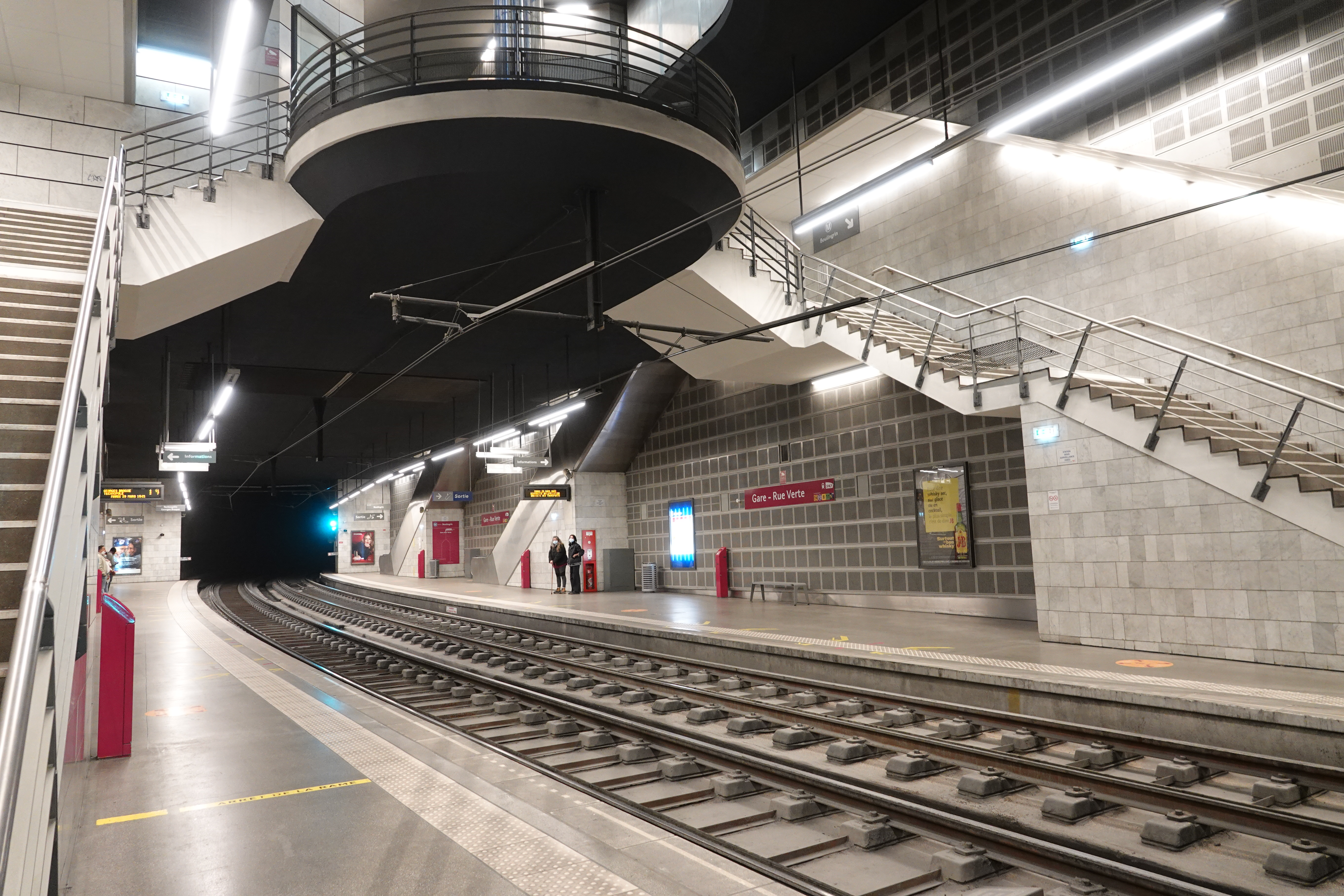
Quais de la station.

Comme les autres stations souterraines, la conception et la réalisation de la station Gare-Rue Verte ont été confiées à l'architecte-urbaniste Yves Couloume qui a produit « des volumes ouverts, des surfaces animées (pierre et métal perforé au lieu du carrelage habituel) et surtout une lumière du jour abondante dotent ces lieux de passage et d'attente d'une vraie qualité esthétique qui encadre magistralement toutes les interventions artistiques ».
Un an avant la livraison des stations, le Syndicat intercommunal de l'agglomération rouennaise a mandaté la Direction régionale des Affaires culturelles (DRAC) de Haute-Normandie pour créer un groupe de travail, piloté par Victoire Dubruel, dont l'objet était de réaliser un parcours artistique financé par du mécénat d'entreprises. Pour cette station, le choix s'est porté sur Cygnes dansant dans mon absence et From the dorm that woke me (« D'après le songe qui me réveille ») de Brian Coleman ainsi que sur Colonne de verre de Florian Lechner.

## À proximité
- Tour Jeanne-d'Arc
- Muséum
- Musée des Beaux-Arts
- Musée Le Secq des Tournelles
- Musée de la Céramique